# Pierrefitte (Creuse)
Pierrefitte település Franciaországban, Creuse megyében. Lakosainak száma 68 fő (2022. január 1.). Pierrefitte Gouzon, Saint-Chabrais, Saint-Julien-le-Châtel és Saint-Loup községekkel határos.

## Népesség
A település népességének változása:
| Lakosok száma | 147  | 86   | 85   | 83   | 70   | 69   | 70   | 70   | 70   | 68   |
|               | 1968 | 1982 | 1990 | 2006 | 2013 | 2015 | 2017 | 2019 | 2020 | 2022 |